# Япель, Юрий
Юрий Япель, также Георг Япель (словен. Jurij Japelj; 11 апреля 1744, Камник, Габсбургская монархия — 11 октября 1807, Клагенфурт) — словенский священник-иезуит, поэт, филолог, переводчик.

## Биография
Учился в иезуитских школах в Любляне, Гориции, Граце. Принял священнический сан в 1769 в Триесте, где служил до 1773, когда иезуитов изгнали. В дальнейшем был личным секретарём епископа Любляны Карла Герберштейна. Симпатизировал идеям янсенистов. Входил в круг учёного-натуралиста, коллекционера и знатного покровителя искусств и наук барона Зигмунта (Жиги) Цойса, который объединял либеральных интеллектуалов, распространявших идеи Просвещения. В 1799 возглавил Клагенфуртскую семинарию, занимал в городе другие церковные и административные должности. В 1807 начал работать над составлением грамматики словенского языка, труд остался незавершённым.

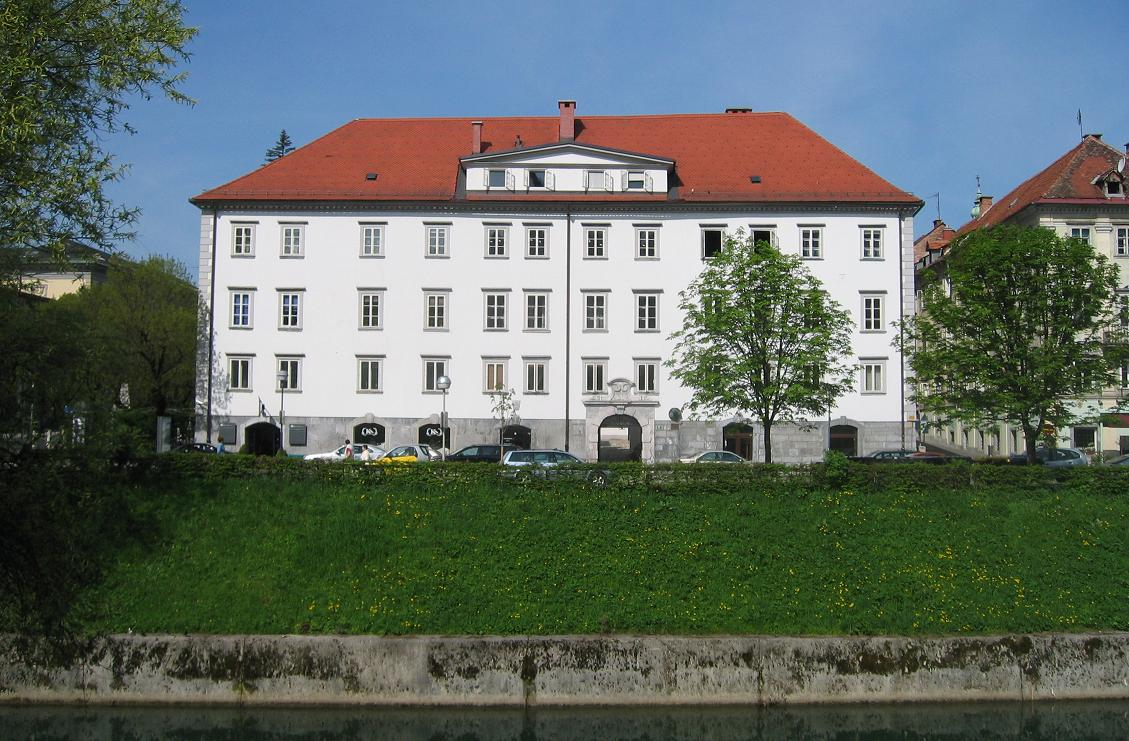
Дворец Цойса в Любляне

## Перевод Библии
Вместе с Б. Кумердеем Япель перевёл на словенский язык Библию, опираясь на старинный перевод Ю. Далматина (Новый Завет — 1784, 1786; Ветхий Завет — 1791, 1796).

## Литературное творчество
Автор стихотворений, близких рококо и сентиментализму. Переводил богословскую литературу, а также поэзию и драматургию с английского, французского, немецкого, итальянского языков (Поуп, Расин, Метастазио, Геллерт и др.).